# کوجاکوی
کوجاکوی (به ترکی استانبولی: Kocaköy) (به کردی: Karaz) یک منطقهٔ مسکونی در ترکیه است که در استان دیاربکر واقع شده‌است.